# Епархия Менди
Епархия Менди (лат. Dioecesis Mendiensis) — епархия Римско-католической церкви c центром в городе Менди, Папуа — Новая Гвинея. Епархия Менди входит в митрополию Маунт-Хагена. Кафедральным собором епархии Менди является собор Пресвятой Девы Марии.

## История
13 ноября 1958 года римский папа Иоанн XXIII выпустил буллу Eius successores, которой учредил апостольскую префектуру Менди, выделив её из апостольского викариата Порт-Морсби (сегодня — Архиепархия Порт-Морсби).
6 июля 1965 года апостольская префектура Менди была преобразована в апостольский викариат буллой Regnum Christi папы Павла VI.
15 ноября 1966 года папа Павел VI выпустил буллу Laeta incrementa, которой преобразовал апостольский викариат Менди в епархию.
16 января 1971 года епархия Менди передала часть своей территории для возведения новой епархии Керемы.

## Ординарии епархии
- епископ Firmin Martin Schmidt, O.F.M. Cap. (3.04.1959 — 3.02.1995)
- епископ Stephen Joseph Reichert, O.F.M. Cap.(3.02.1995 — 30.11.2010), назначен архиепископом Маданга
- епископ Donald Lippert, O.F.M. Cap. (с 22.11.2011)

## Источник
- Annuario Pontificio, Ватикан, 2007
- Булла Eius successores, AAS 51 (1959), стр. 254  (лат.)
- Булла Regnum Christi  (лат.)
- Булла Laeta incrementa  (лат.)